# Schönberg (Totes Gebirge)
Schönberg (též Wildenkogel) je s výškou 2093 m n. m. nejvyšší horou západní části pohoří Totes Gebirge. Přes vrchol vede hranice mezi rakouskými spolkovými zeměmi Štýrsko a Horní Rakousy.

## Jméno
Ze severní strany je hora skalnatá, a proto se jí v Ebensee říká Wildenkogel (= divoký vrchol). Naopak ze západu vypadá mírně, a tak ji v Bad Ischlu nazývají Schönberg (= pěkný kopec).

## Vrcholy
Hora má dva vrcholy, nižší západní (2090 m n. m.) a vyšší východní (2093 m n. m.), vzdálené od sebe necelých 200 metrů. Snáze přístupný je nižší západní vrchol, na kterém se nachází i vrcholový kříž a vrcholová kniha.

## Přístup
Na Schönberg lze vylézt z několika směrů. Nejkratší cesta vede od chaty Ebenseer Hochkogelhütte ve výšce 1558 m n. m., kam vede lanovka z Ebensee. Čas chůze je asi 2 hodiny. Nejhodnotnější výstup vede od chaty Rettenbachalm (ke které lze dojet autem od Bad Ischlu) ve výšce 636 m n. m. Celkové převýšení je asi 1500 metrů a čas chůze kolem 5 hodin.